# Rechtsfrieden
Rechtsfrieden bezeichnet in der Rechtswissenschaft einen Zustand, in dem mögliche Konflikte und Rechtsstreitigkeiten nicht mehr gerichtlich entschieden werden können und den Anforderungen der Rechtsordnung an die Streitbeilegung Genüge getan ist.
Der moderne Rechtsstaat nimmt für sich ein Gewaltmonopol in Anspruch und muss seinen Bürgern effektiven Rechtsschutz durch die staatliche Justiz gewähren. Verfahrensgarantien wie der Grundsatz der Waffengleichheit sollen es beiden Seiten gleichermaßen ermöglichen, ihr Rechtsschutzziel zu erreichen und im Prozess zu obsiegen. Idealerweise führt der rechtskräftige Abschluss eines Rechtsstreits auch tatsächlich zu einem gerechten Interessenausgleich und einer Befriedung der Parteien. Rechtsfrieden bedeutet nicht, dass alle Folgen früherer Rechtsverletzungen beseitigt sein müssen. Rechtsfrieden kann auch herrschen, wenn sich die Rechtsgemeinschaft mit zurückliegenden Rechtsverletzungen abgefunden hat.
So dient zum Beispiel die Verjährung zivilrechtlicher Ansprüche oder die strafrechtliche Verfolgungsverjährung der Wiederherstellung des Rechtsfriedens. Zwar kann nach Eintritt der Verjährung ein Anspruch nicht mehr durchgesetzt oder die Schuld des Täters nicht mehr gesühnt werden, gleichzeitig tritt aber Rechtssicherheit insofern ein, als sich die Gerichte nicht mehr mit lange zurückliegenden Sachverhalten, an deren Aufklärung die Rechtsgemeinschaft nur noch ein untergeordnetes Interesse hat, befassen müssen.
Ein anderes Beispiel ist die Ersitzung, mit der eine Diskrepanz zwischen Rechtsschein und Rechtswirklichkeit beseitigt wird.